# لوازم ورزشی ویلسون
لوازم ورزشی ویلسون (انگلیسی: Wilson Sporting Goods) یک شرکت آمریکایی تولید کنندهٔ تجهیزات و وسایل ورزشی مربوطه است که مقر اصلی آن در شیکاگو، ایلینوی ایالات متحده واقع است، در سال ۱۹۸۹ تحت یک شرکت تابعه فنلاندی از گروه آمر اسپورتس قرار گرفت.
ویلسون تجهیزات مورد نیاز بسیاری از ورزش‌های پرطرفدار را تولید می‌کند که از میان آنها می‌توان به ورزش‌هایی همچون بدمینتون، بیسبال، بسکتبال، سافتبال، فوتبال کانادایی، فوتبال آمریکایی، گلف، راکت‌بال، فوتبال، پدل (ورزش)، اسکواش، تنیس و والیبال اشاره داشت.
راکت‌های تنیس ویلسون محبوب‌ترین و پرفروش‌ترین راکت‌های تنیس در جهان به شمار می‌آیند و بسیاری از برترین بازیکنان تاریخ این رشته ورزشی افتخارات و قهرمانی‌های خود را با راکت‌های این شرکت به دست آورده‌اند. راجر فدرر سوئیسی، پرافتخارترین بازیکن مرد تاریخ تنیس با راکت ویلسون بازی می‌کند. 

## محصولات حمایتی

### فوتبال آمریکایی

#### انجمن
- ان‌اف‌ال – توپ رسمی
- یواف‌ال – توپ رسمی
- سی‌اف‌ال – توپ رسمی

## نگارخانه

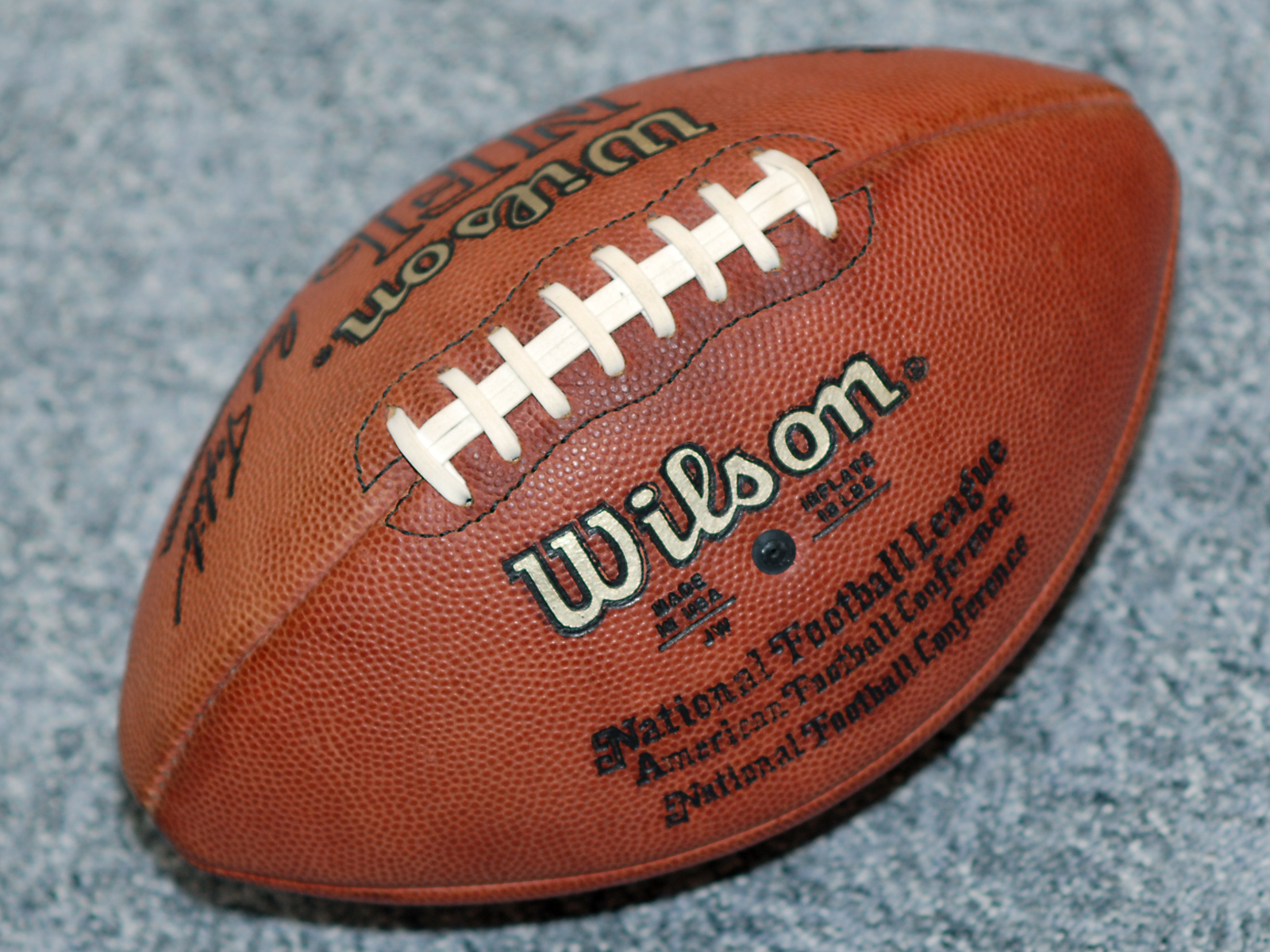
توپ فوتبال آمریکایی ویلسون
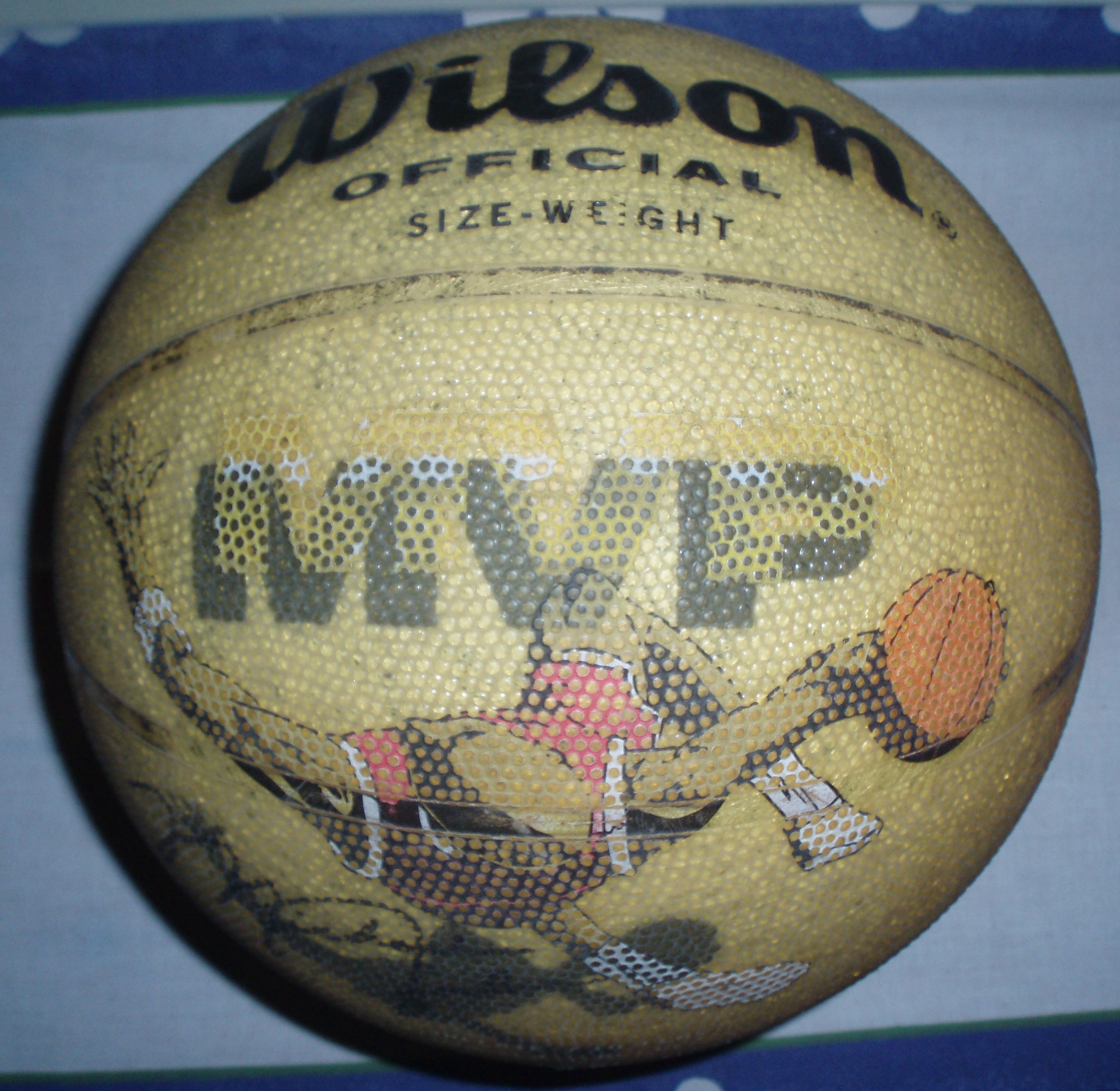
توپ بسکتبال ویلسون
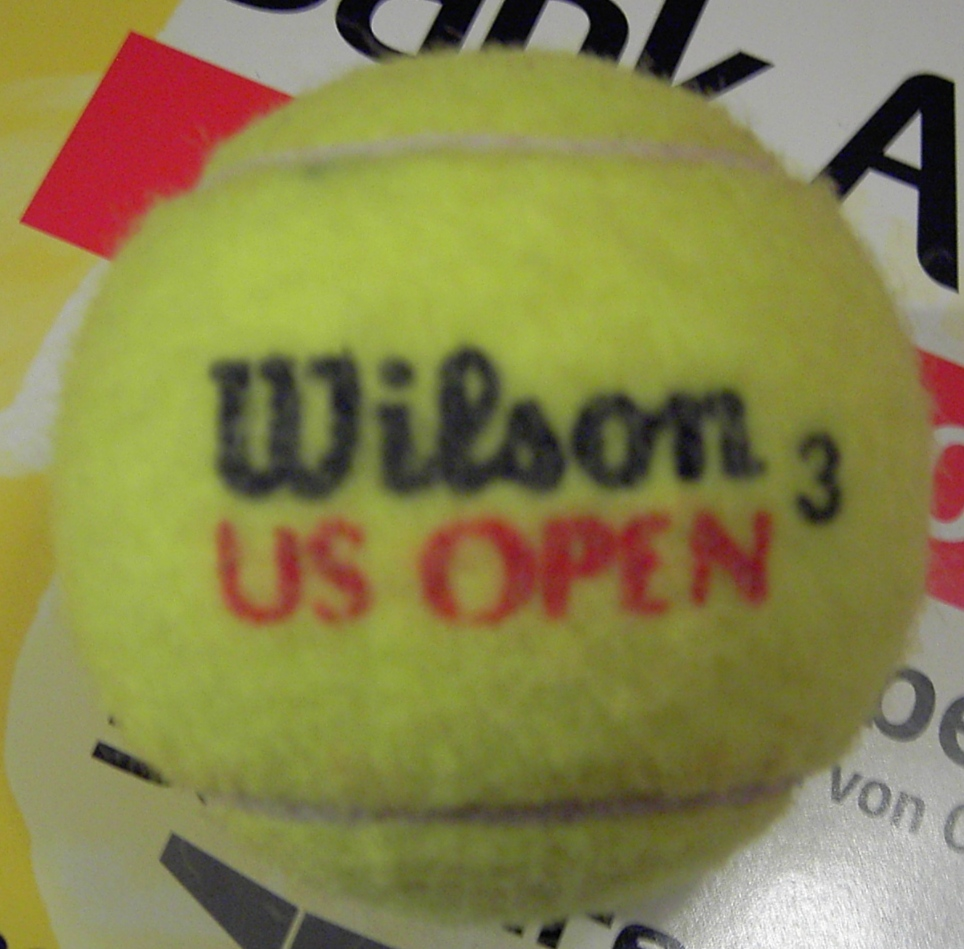
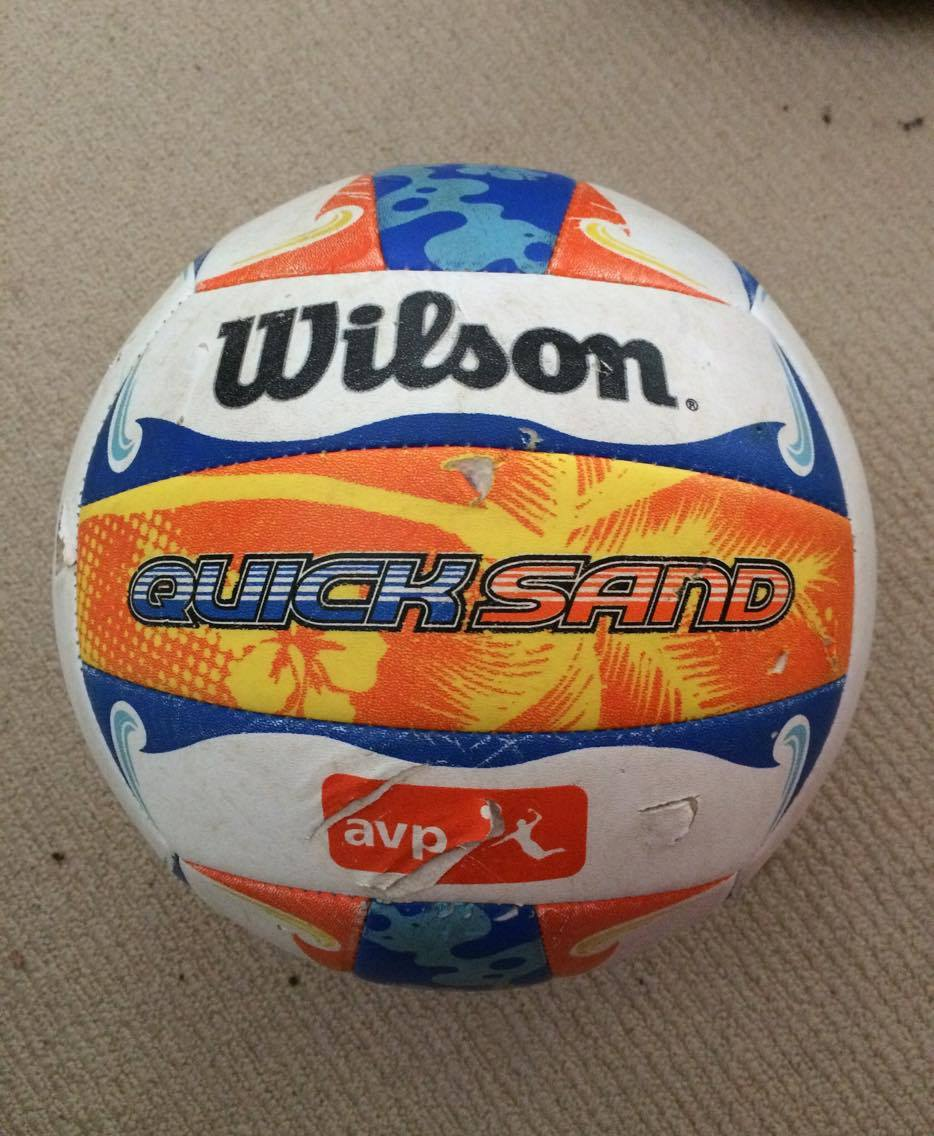
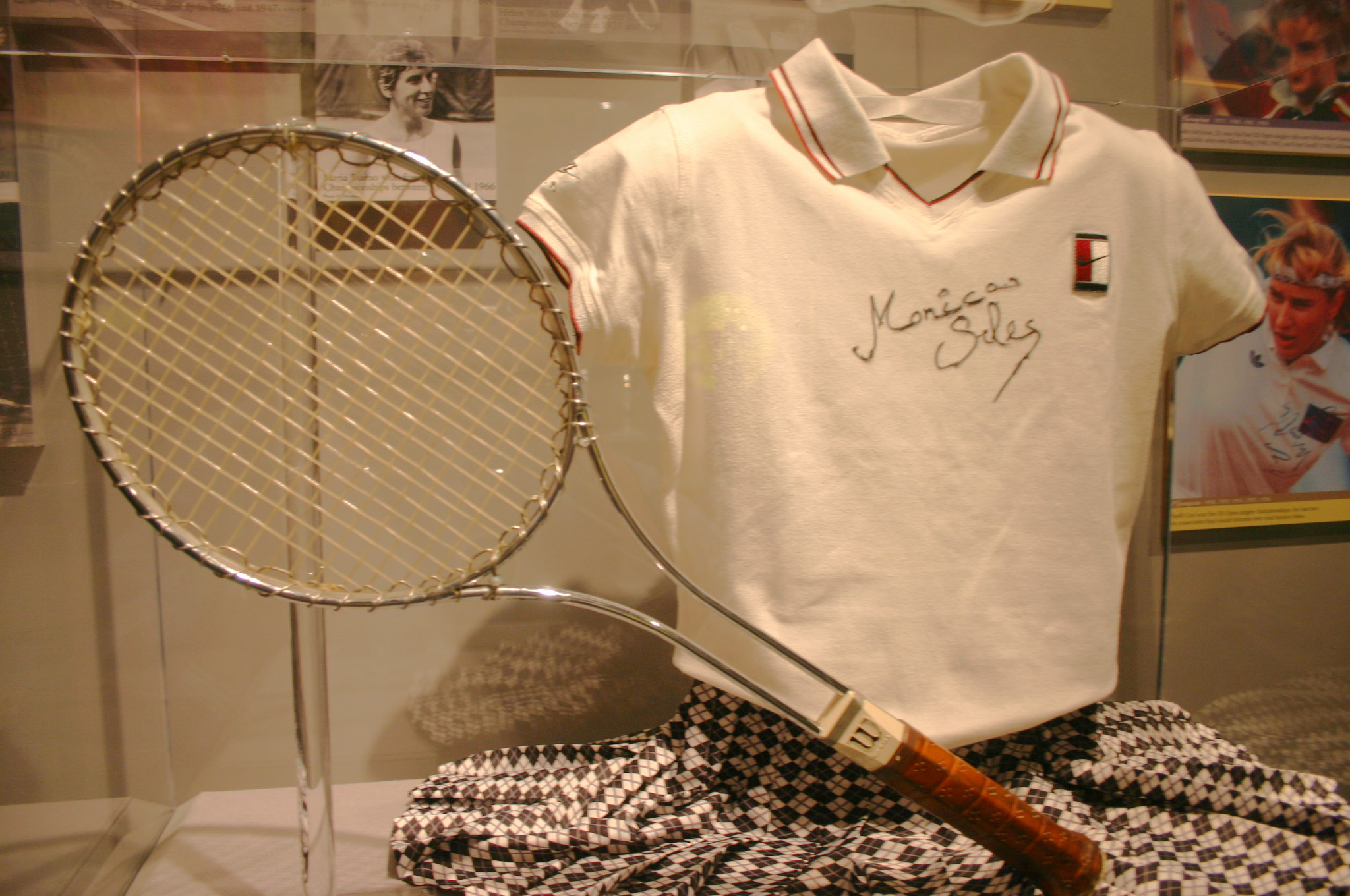
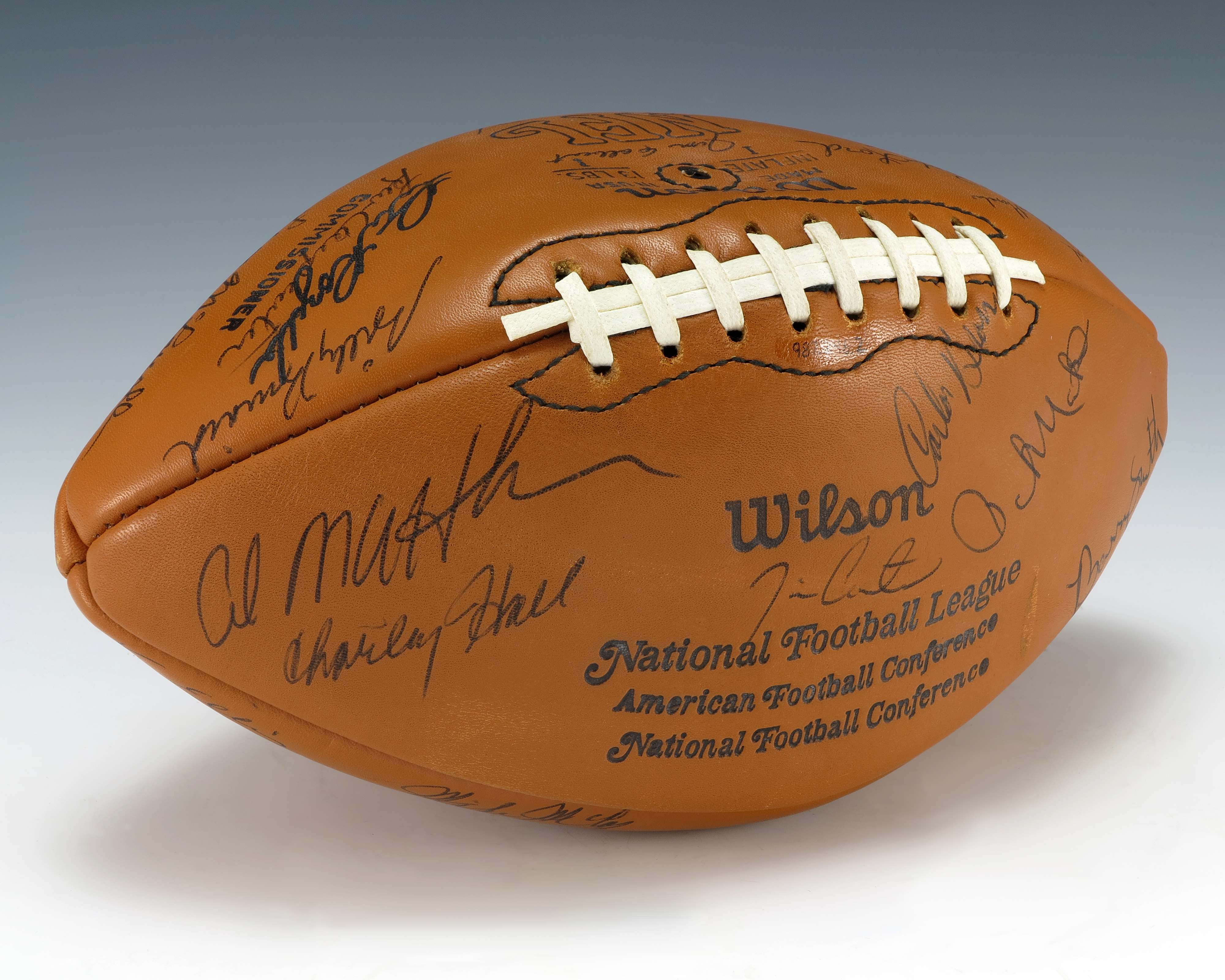
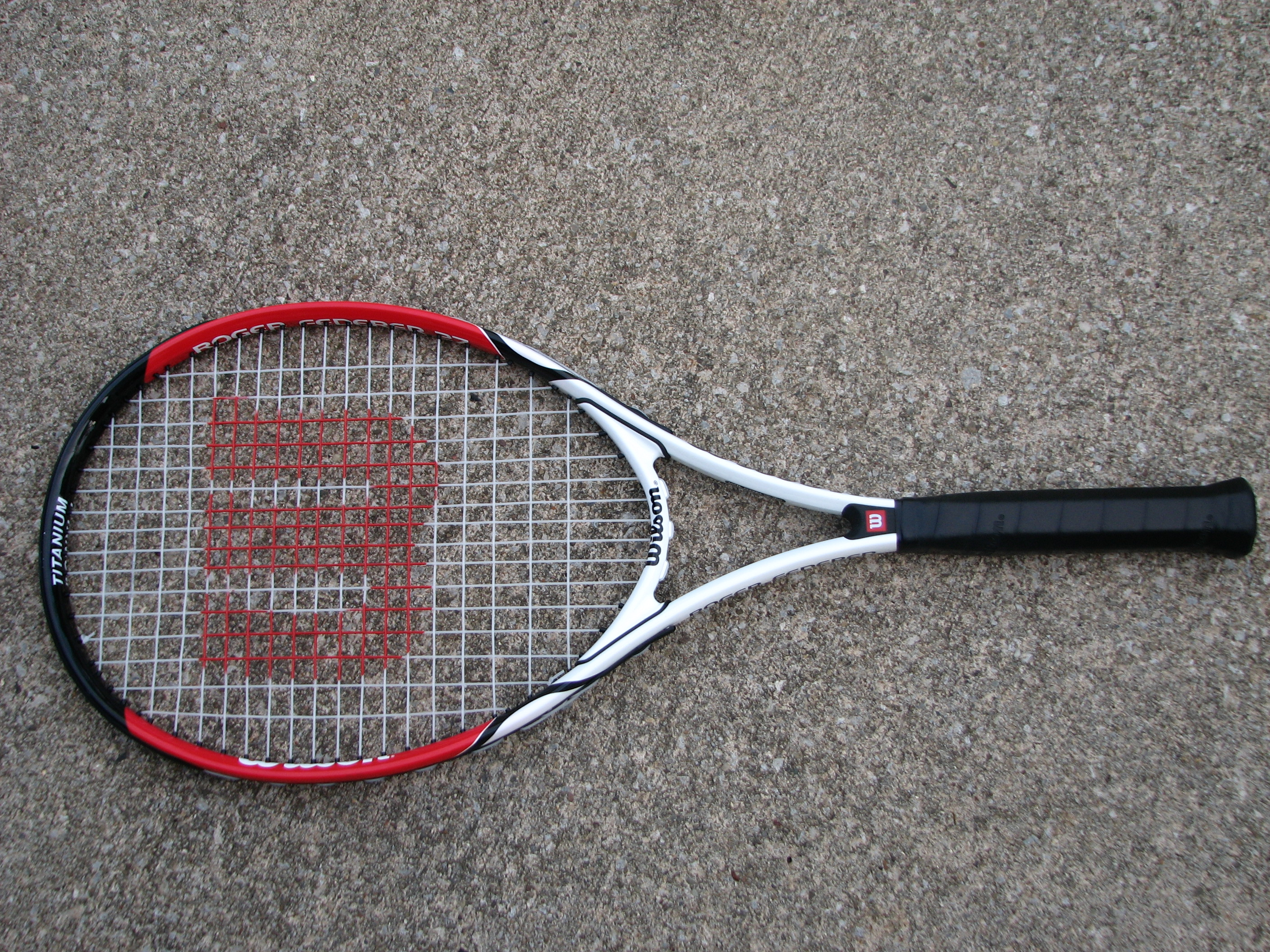
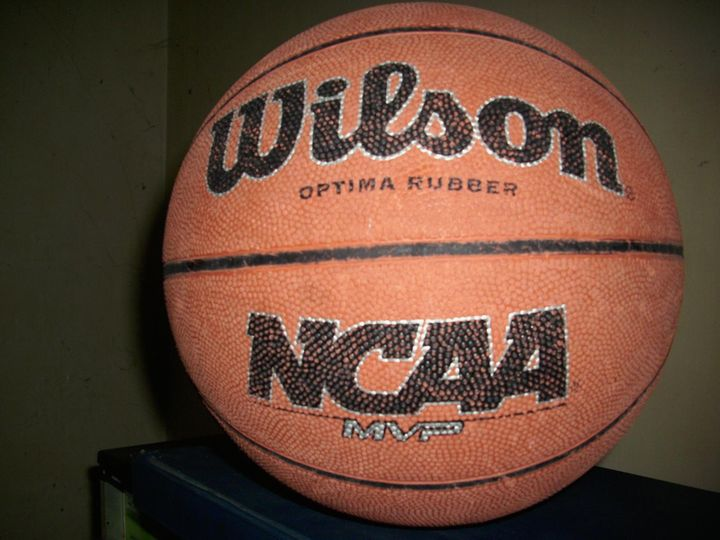